# Markus Malin
Markus Malin, né le 28 mai 1987, est un snowboardeur finlandais spécialisé dans les épreuves de half-pipe et de Big Air. Il débute en Coupe du monde en 2003 à Turin et remporte sa première course à Ruka en 2011. Il est par la suite double médaillé du half-pipe aux Championnats du monde en 2011 et 2013.

## Palmarès

### Jeux olympiques
| Édition/Discipline   | Half-pipe |
| JO de Vancouver 2010 | 11e       |

### Championnats du monde
| Édition/Discipline        | Half-pipe |
| Mondiaux 2007 à Arosa     | 22e       |
| Mondiaux 2009 à Gangwon   | 34e       |
| Mondiaux 2011 à La Molina | 3e        |
| Mondiaux 2013 à Stoneham  | 3e        |

### Coupe du monde
- Meilleur classement du freestyle : 7e en 2012.
- Meilleur classement du half-pipe: 5e en 2012.
- 5 podiums dont 1 victoire à Ruka, le 17 décembre 2011.

### Championnats du monde juniors
Il a gagné la médaille d'or en 2004 à Klinovec.